# Usedlost čp. 25 (Vodice)
Usedlost čp. 25 je menší usedlost zřejmě v první poloviny 19. století, situovaná ve Vodicích u Lhenic na Prachaticku.

## Historie
Na místě stálo zděné stavení již v roce 1837, kdy je zachyceno v mapě stabilního katastru. Obytná budova mohla vzniknout možná již na konci 18. století, chlév pak pochází z 19. století a stodola byla přistavěna v roce 1940.
Od roku 2022 je celý areál chráněn jako kulturní památka.

## Architektura
Usedlost se svojí dispozicí vymyká běžné vesnické uzavřené zástavbě, neboť stodola, která dvůr uzavírá, je netypicky umístěna v uličním průčelí usedlosti. Nejhodnotnější stavbou usedlosti je přízemní obytná budova z kamenného zdiva s hospodářskou částí. Okna v uličním průčelí jsou vyosena směrem k severu, protože jižní část průčelí překrývá přistavěná stodola. V trojúhelníkovém štítu je viditelná dvojice předsazených krokví. Vstup do objektu je umístěn ve dvorním, jižním průčelí, kudy se vstupuje jak dveřmi do síně, tak také vraty do kůlny, která je součástí stavby. Dům má tradiční trojdílné komorové dispoziční uspořádání: vlevo vedle síně je světnice, vpravo komora, vzadu za síní pak černá kuchyně s valenou klenbou. Ve světnici jsou umístěna pouze kamna, pec je pak netradičně postavena v prostoru černé kuchyně.
Chlév je menší stavba z kamenného zdiva na obdélníkovém půdorysu, krytá sedlovou střechou s bobrovkami. Okna má objekt pouze v průčelí směřujícím do dvora. Stodola pak byla přistavěna v roce 1940, což potvrzuje štukový rámeček s datací ve štítu budovy, a byla vybudována na místě bývalého sadu. V západním, uličním průčelí jsou umístěna dřevěná vrata s menším dveřním křídlem pro pěší, v severním štítovém průčelí je pak malý vstup z prostoru zahrady. Stodola bezprostředně navazuje na jedné straně na obytné stavení a na druhé straně na objekt chléva.
Areál usedlosti neprošel žádnými významnými stavebními zásahy, a zachoval si tak původní dispozici i charakter. V interiéru se dochovalo množství cenných prvků, jako například povalové stropy s hliněnou omazávkou, segmentové klenby do traverz, valené klenby, hambalkový a vaznicový krov, kazetové dveře včetně kování.